# Pero circumflexata
Pero circumflexata là một loài bướm đêm trong họ Geometridae.